# سراجانج
سراجانج (به لاتین: Sirajganj) یک منطقهٔ مسکونی در بنگلادش است که در ناحیه سراج‌گنج واقع شده‌است. سراجانج ۱۵۶٬۰۸۰ نفر جمعیت دارد و ۱۶ متر بالاتر از سطح دریا واقع شده‌است.